# Canton du Robert-1-Sud
Pour les articles homonymes, voir Canton du Robert (homonymie).
Le canton du Robert-1-Sud est une ancienne division administrative française située dans le département et la région de la Martinique.

## Histoire
En Martinique, le canton du Robert-1-Sud était, avec le canton du Robert-2-Nord, l'un des deux cantons créés en 1985, en remplacement du canton du Robert.
À la suite des élections territoriales de décembre 2015 concernant la collectivité territoriale unique de Martinique, le conseil régional et le conseil général sont remplacés par l'assemblée de Martinique. De fait, les cantons disparaissent.

## Géographie
Dépendant de l'arrondissement de La Trinité, le canton du Robert-1-Sud était l'un des deux cantons correspondant à une partie de la commune du Robert.

## Administration
| Période | Période       | Identité          | Étiquette | Qualité                     |
| ------- | ------------- | ----------------- | --------- | --------------------------- |
| 1985    | 1992          | Emmanuel Lucien   | DVD       |                             |
| 1992    | 1998          | Édouard de Lépine | PPM       | Maire du Robert (1989-2001) |
| 1998    | décembre 2015 | Alfred Monthieux  | RDM       | Maire du Robert depuis 2001 |

## Composition
Le canton du Robert-1-Sud se composait uniquement d'une partie de la commune du Robert et comptait 8 941 habitants (population municipale) au 1er janvier 2012,.

## Démographie
| 1990 | 1999  | 2006  | 2009  | 2012  |
| ---- | ----- | ----- | ----- | ----- |
| -    | 9 517 | 9 393 | 9 330 | 8 941 |